# Slagerij van Kampen
Slagerij van Kampen is een Nederlandse percussieband uit Eindhoven.

## Geschiedenis
De band werd opgericht in 1982 door Willem van Kruijsdijk (soms ook Kruysdyk) en Mies Wilbrink. Samen schrijven en componeren ze stukken voor de band, al zijn ze er sinds 2003 geen lid meer van. De naam Slagerij van Kampen is afkomstig uit de Kuifje-strip De zaak Zonnebloem: gedurende de hele strip bellen mensen naar kasteel Molensloot, terwijl ze "slagerij Van Kampen" (in het album is dat een slagerij uit het dorp) moeten hebben. Ook in andere Kuifje-albums komen deze verkeerde verbindingen soms voor.
Slagerij van Kampen speelt zowel traditionele als moderne World Percussion. Op de albums uit de beginperiode is vooral de traditionele percussie te horen, terwijl op de latere albums de moderne elektronische snufjes aan bod komen. De meeste nummers zijn instrumentaal, op elk album staan hooguit 1 of 2 nummers met zang.
In 1986 verscheen het eerste album van de band, Slagerij van Kampen, in 1987 het tweede, Out of the Doldrums. Deze albums verschenen alleen op vinyl.

## Albums
- Slagerij van Kampen (1986) vinyl
- Out of the Doldrums (1987) vinyl
- A Long Walk On A Short Pier (1989)
- Tan (1992) (is ook samen met A long Walk als 10-jarig-jubileumalbum uitgebracht)
- Link (1993)
- Spit in the storm (1994)
- Live! (1996) (Voor dit album ontving de groep een Gouden Plaat)
- Door (1997) (eerste en enige cd op het Epic label)

Na 1997 heeft er qua bezetting en muzikale verbreding een kleine wijziging plaatsgevonden binnen Slagerij van Kampen: vanaf die periode tot op heden is deze uitgebreid met Robin van Vliet die de keyboard en baspartijen (en wat percussie) voor zijn rekening neemt.
- add+up+to+the+actual+size (1999) (Voor dit album ontving de groep in 2000 een Edison Music Award)
- the road less travelled (2001) speciale editie t.g.v. het 20-jarig jubileum.
  - Op de dubbel-cd "the road less travelled" staat op cd 2 een nummer van Adrian Belew (bekend van o.a. King Crimson en Frank Zappa) dat afkomstig is van zijn solo-cd "Young Lions".
- ID (2004) eerste album in nieuwe bezetting, zonder componisten/oprichters Willem van Kruijsdijk en Mies Wilbrink, die wel alle nummers schreven.
- Differbag — 25 years of different drums dvd/cd (2006) registratie van het concert Energigantica, met als extra's de oprichters die in een interview over de geschiedenis van de groep vertellen en een aparte bijdrage van Willem van Kruijsdijk over de gedachten achter de groep en de muziek van Slagerij van Kampen.

## Dvd's
| Muziek-dvd met eventuele hitnotering(en) in de Nederlandse Muziek Dvd Top 30 | Datum van verschijnen | Datum van binnenkomst | Hoogste positie | Aantal weken | Opmerkingen |
| ---------------------------------------------------------------------------- | --------------------- | --------------------- | --------------- | ------------ | ----------- |
| Differbag - 25 years of different drums                                      | 2007                  | 17-03-2007            | 18              | 10           |             |